# Ice Cream Cake (canção)
"Ice Cream Cake" é uma canção gravada pelo grupo feminino sul-coreano Red Velvet, lançada em 15 de março de 2015 como single digital. Após o lançamento de "Automatic", foi lançado como o segundo single do grupo (comercializado como o título principal) do EP em 15 de março de 2015 pela S.M. Entertainment, juntamente com um vídeo musical. É seu segundo single seguir o conceito "Red", após o lançamento de seu primeiro single "Happiness" em 2014.

## Antecedentes e lançamento
Depois de encerrar as promoções para "Be Natural", foi anunciado que a Red Velvet retornaria com um lançamento importante. Antes do anúncio de retorno oficial, Red Velvet foi descoberto filmando em um deserto ao lado de Palmdale, Califórnia, para um video musical em fevereiro de 2015 com o membro da SM Rookies, Yeri, com o título de canção então chamado de "Blonde Girl". Em 11 de março de 2015, S.M. Entertainment apresentou oficialmente a Yeri como um novo membro da Red Velvet através de um vídeo carregado em seu canal do YouTube, juntamente con images teasers da Irene e Joy. No mesmo dia, eles revelaram o título do primeiro álbum do grupo a ser Ice Cream Cake, que será lançado em 18 de março de 2015. O vídeo oficial para "Ice Cream Cake" foi então carregado no canal SMTOWN oficial em 17 de março, com seu lançamento digital oficial o mesmo día.

## Vídeo musical
O video musical para "Ice Cream Cake" foi filmado em fevereiro de 2015 em um deserto de Palmdale, Califórnia. Foi dirigido pelo diretor Woogie Kim, que anteriormente havia dirigido o primeiro single "Happiness" da Red Velvet. A coreografia da música foi criada pelo coreógrafo Kyle Hanagami, que anteriormente coreografou para "Be Natural" em 2014. O vídeo foi carregado no canal SMTOWN oficial em 15 de março de 2015 e tornou-se o vídeo K-pop mais visto tanto na América como no mundo para o mês de março. Desde então, recebeu quase 80 milhões de visualizações, tornando-se o seu terceiro video musical mais visto depois de "Dumb Dumb" (2015) e "Russian Roulette" (2016).

## Desempenho nas paradas

### Gráficos semanais
| Parada (2015)                     | Melhor posição |
| --------------------------------- | -------------- |
| South Korea (Gaon Digital Chart)  | 4              |
| US World Digital Song (Billboard) | 3              |

### Gráficos mensais
| Parada (2015)                    | Melhor posição |
| -------------------------------- | -------------- |
| South Korea (Gaon Digital Chart) | 11             |

### Gráficos do fim do ano
| Parada (2015)                    | Melhor posição |
| -------------------------------- | -------------- |
| South Korea (Gaon Digital Chart) | 46             |

## Histórico de lançamento
| Região           | Data                | Formato          | Rótulo                     |
| ---------------- | ------------------- | ---------------- | -------------------------- |
| No mundo inteiro | 17 de março de 2015 | Download digital | SM Entertainment           |
| Coreia do Sul    | 17 de março de 2015 | Download digital | SM Entertainment, KT Music |